# Scranciola straminea
Scranciola straminea är en fjärilsart som beskrevs av Sergius G. Kiriakoff 1962. Scranciola straminea ingår i släktet Scranciola och familjen tandspinnare. Inga underarter finns listade.